# دوربین مساحی
دوربین مساحی یا دوربین نقشه‌برداری (توتال استیشن) ابزار الکترونیکی/اپتیکی است که برای نقشه‌برداری و ساخت و ساز مورد استفاده قرار می‌گیرد. توتال استیشن، تئودولیت دیجیتالی است که به اندازه‌گیری فاصله الکترونیکی (EDM) برای قرائت طول مایل دستگاه تا نقطه خاص و یک کامپیوتر داخلی برای جمع‌آوری اطلاعات و به دست آوردن پیشرفته مختصات بر اساس محاسبات مجهز شده‌است.
دوربین نقشه‌برداری رباتیک به اپراتور اجازه می‌دهد دستگاه را از راه دور کنترل نماید. این کار باعث حذف دستیار اپراتور نقشه‌برداری برای نگهداری منشور و کنترل دوربین از هر نقطه‌ای می‌شود.

## کاربردها

### معدن
دوربین‌های نقشه‌برداری ابزار اصلی بررسی در نقشه‌برداری معدن هستند. دوربین نقشه‌برداری برای ثبت محل دقیق دیوارهای تونل، سقف و کف و به‌طور کلی هدایت معدن زیر زمینی به کار می‌رود. اطلاعات ثبت شده در دوربین در نرم‌افزارهای نقشه‌برداری وارد شده و با پروژه طراحی شده مقایسه می‌گردد.

### ساختمان‌سازی

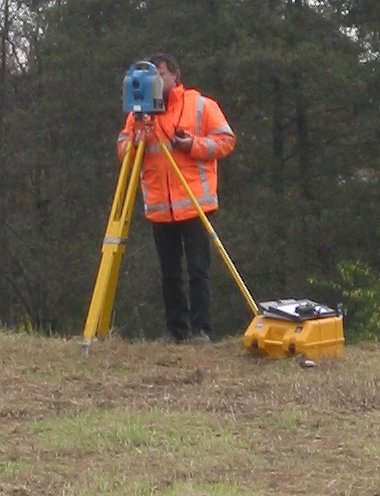

دوربین‌های نقشه‌برداری بالاترین استاندارد را در اجرای اشکال مختلف ساختمان دارند. آن‌ها از محورهای X و Y برای جانمایی تأسیسات در زیر زمین و بین طبقات سازه (داکت‌ها) و نفوذ در سقف استفاده می‌نمایند. برای پیاده نمودن محل گود برداری و عمق آن، حجم عملیات خاکی گودبرداری، پیاده‌سازی فونداسیون و شاقولی ستون‌ها، محل اجرای دیوارها، اجرای نمای ساختمان و غیره از توتال استیشن استفاده می‌شود.

### هواشناسی
هواشناسان از دوربین‌های نقشه‌برداری برای بالون‌های هواشناسی برای تعیین بادهای سطح بالا استفاده می‌کنند.